# Haynes Creek
Haynes Creek är ett vattendrag i Kanada.   Det ligger i provinsen Alberta, i den centrala delen av landet, 2 800 km väster om huvudstaden Ottawa.
Trakten runt Haynes Creek består till största delen av jordbruksmark. Runt Haynes Creek är det mycket glesbefolkat, med 5 invånare per kvadratkilometer.